# Kraftidioten
Kraftidioten er en norsk dramafilm fra 2014 skrevet af Kim Fupz Aakeson og instrueret af Hans Petter Moland. Filmen har Stellan Skarsgård i hovedrollen og havde premiere den 21. februar 2014.

## Handling
Nils kører sneplov i de norske fjelde og er netop blevet valgt som "Årets mand", da han får at vide, at hans søn er død af en overdosis. Overbevist om at dette er løgn og dække for noget ganske andet, beslutter han sig for at finde sandheden og tage hævn. Iskold hævn. Og (hit)listen viser sig at være lang. Meget lang. Hans hævntogt sætter fut i et igangværende narkoopgør mellem to grupperinger med Greven på den ene side og den serbiske mafioso Papa på den anden. Begge tror, at modparten er skyldig i den pludselige og fortløbende reduktion af levende bandemedlemmer og sætter alt ind på at komme hinanden til livs. Imens fortsætter Nils med at se rødt på sin dødbringende mission og han har heldet på sin side.

## Medvirkende
- Stellan Skarsgård som Nils Dickman
- Bruno Ganz som Papa
- Pål Sverre Valheim Hagen som Ole Forsby
- Birgitte Hjort Sørensen som Marit
- Peter Andersson som Egil Dickman
- Kristofer Hivju som Stig Erik Smith
- Jakob Oftebro som Aron Horowitz
- Jon Øigarden som Karsten Petterson
- Kåre Conradi som Ronny Amundsen
- Gard B. Eidsvoll som Halldor Emanuel Torp
- Tobias Santelmann som Finn Heimdahl
- Anders Baasmo som Geir
- Stig Henrik Hoff som politibetjent
- Goran Navojec som Stojan Micić
- Atle Antonsen som Reddersen
- Leo Ajkic som Radovan Župan